# Oak Ridge (Luisiana)
Oak Ridge é uma vila localizada no estado americano de Luisiana, na Paróquia de Morehouse.

## Demografia
Segundo o censo americano de 2000, a sua população era de 142 habitantes.
Em 2006, foi estimada uma população de 135, um decréscimo de 7 (-4.9%).

## Geografia
De acordo com o United States Census Bureau tem uma área de
2,6 km², dos quais 2,6 km² cobertos por terra e 0,0 km² cobertos por água.

## Localidades na vizinhança
O diagrama seguinte representa as localidades num raio de 24 km ao redor de Oak Ridge.